# Taurotragus
Taurotragus là một chi động vật có vú trong họ Bovidae, bộ Artiodactyla. Chi này được Wagner miêu tả năm 1855. Loài điển hình của chi này là Antilope oreas Pallas, 1777 (= Antilope oryx Pallas, 1766).

## Hình ảnh

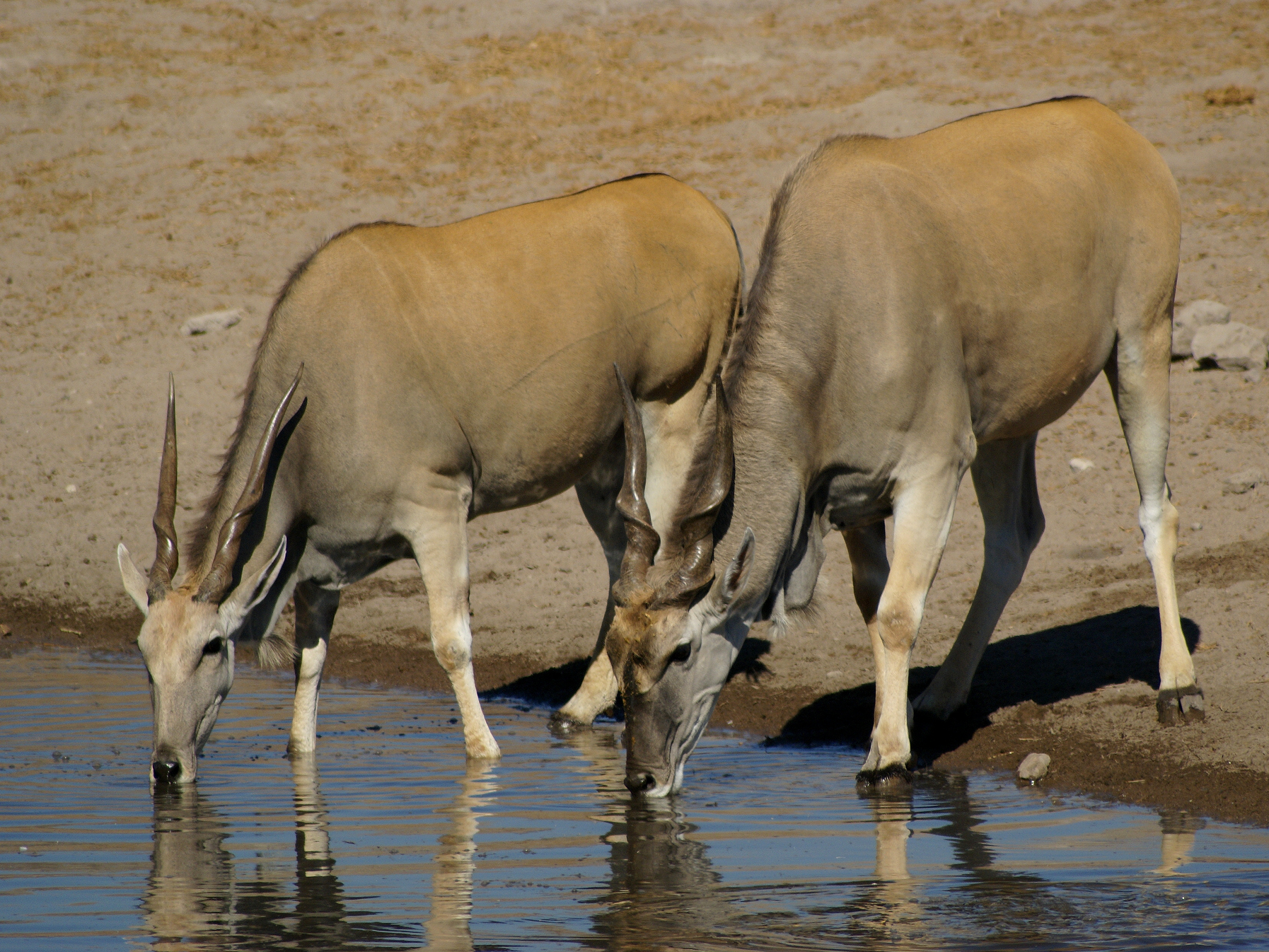
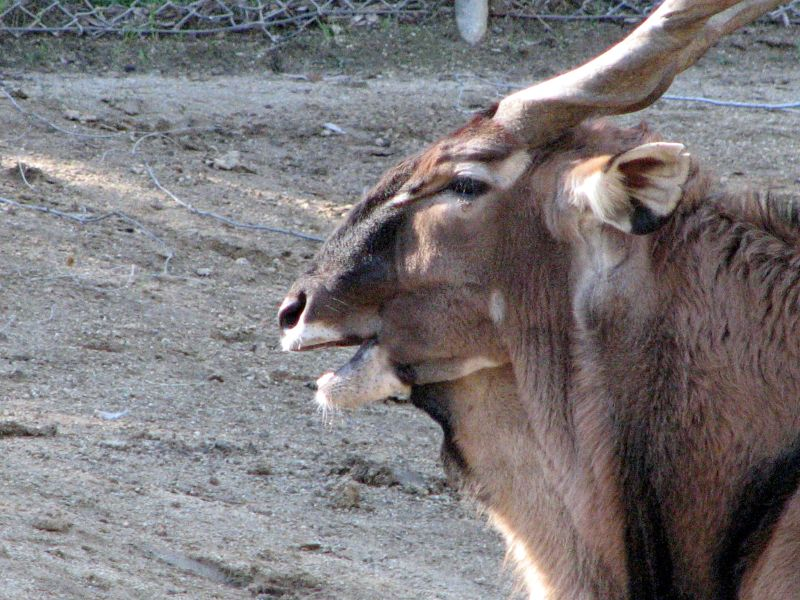
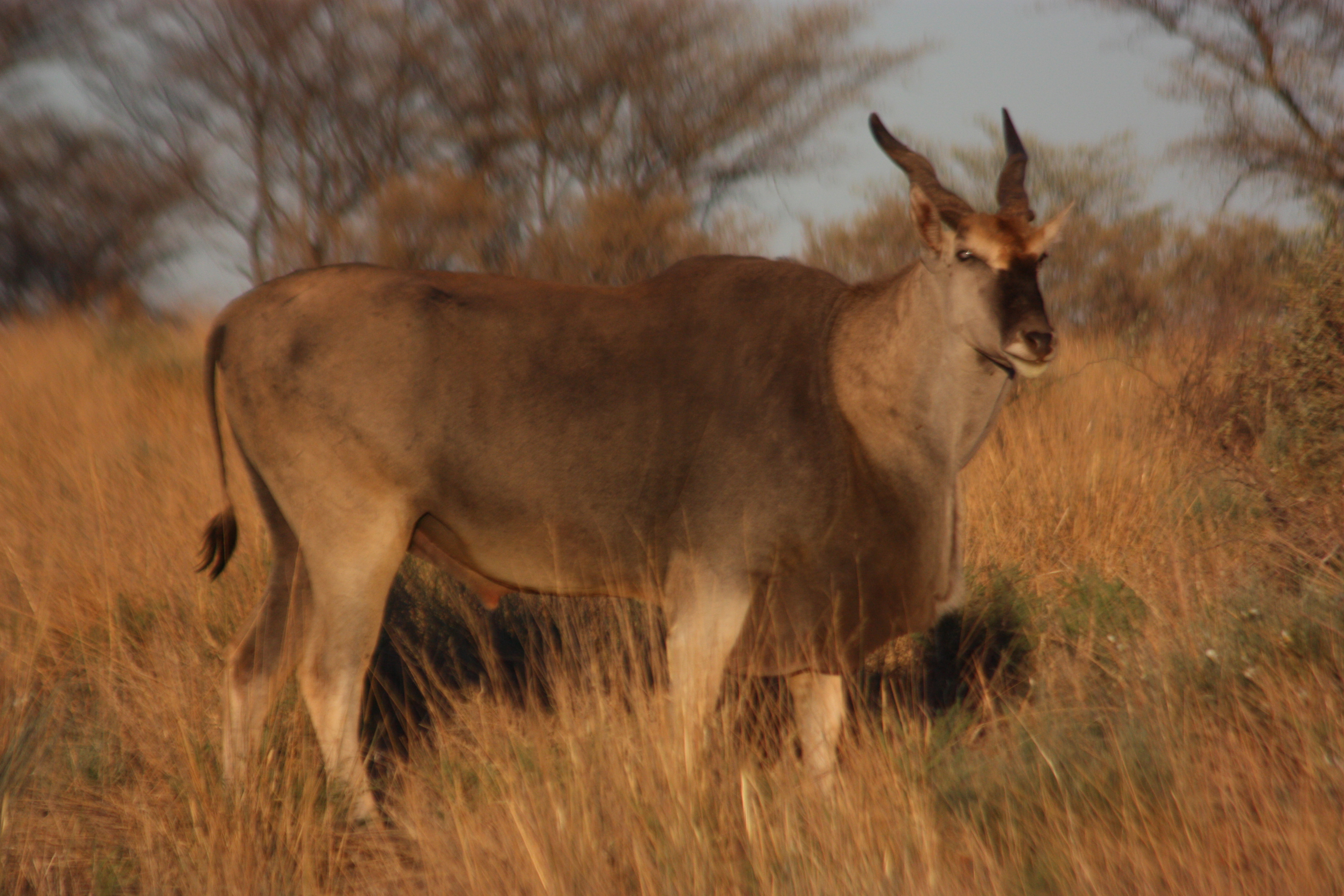

## Các loài
Chi này gồm các loài:
- Linh dương Eland lớn
- Linh dương Eland